# Enckevort (ród)

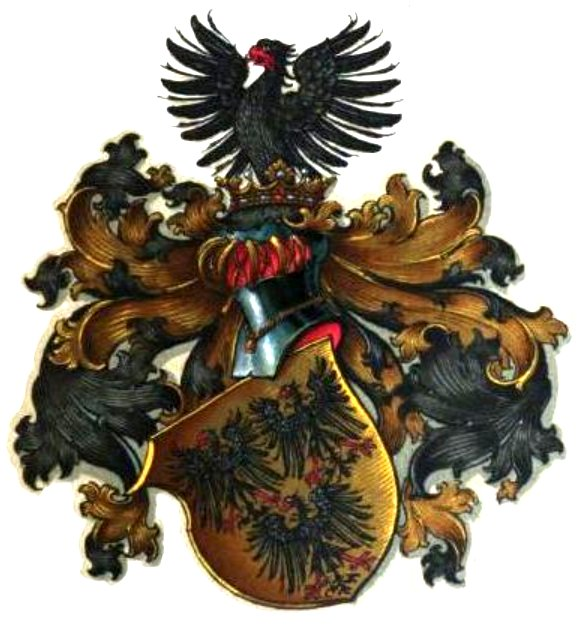
Herb rodu Enckevort z 1530

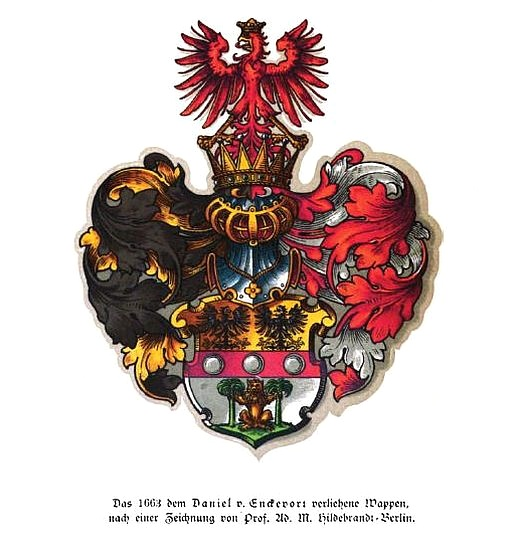
Herb rodziny von Enckevort

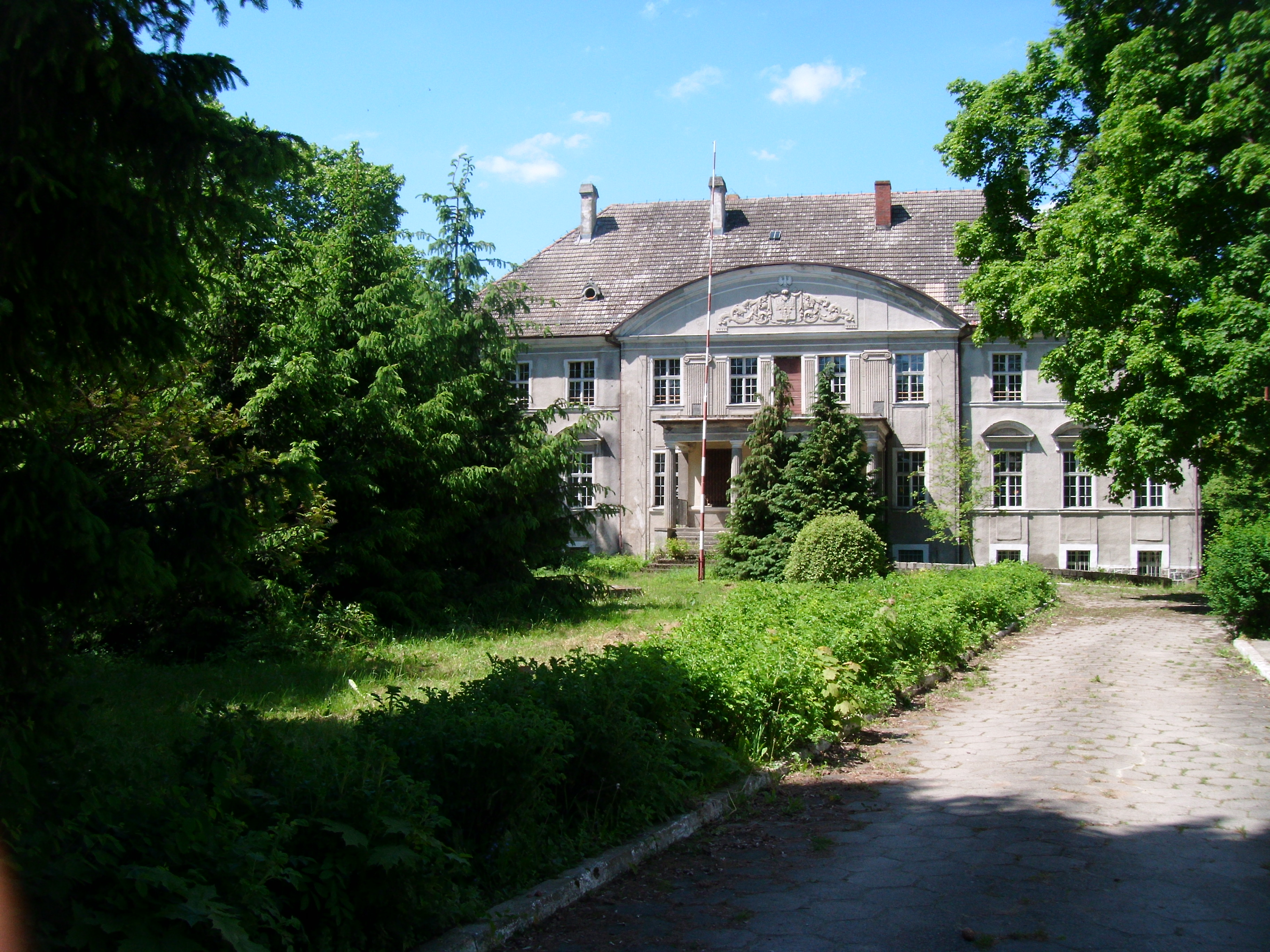
Pałac w Święciechowie

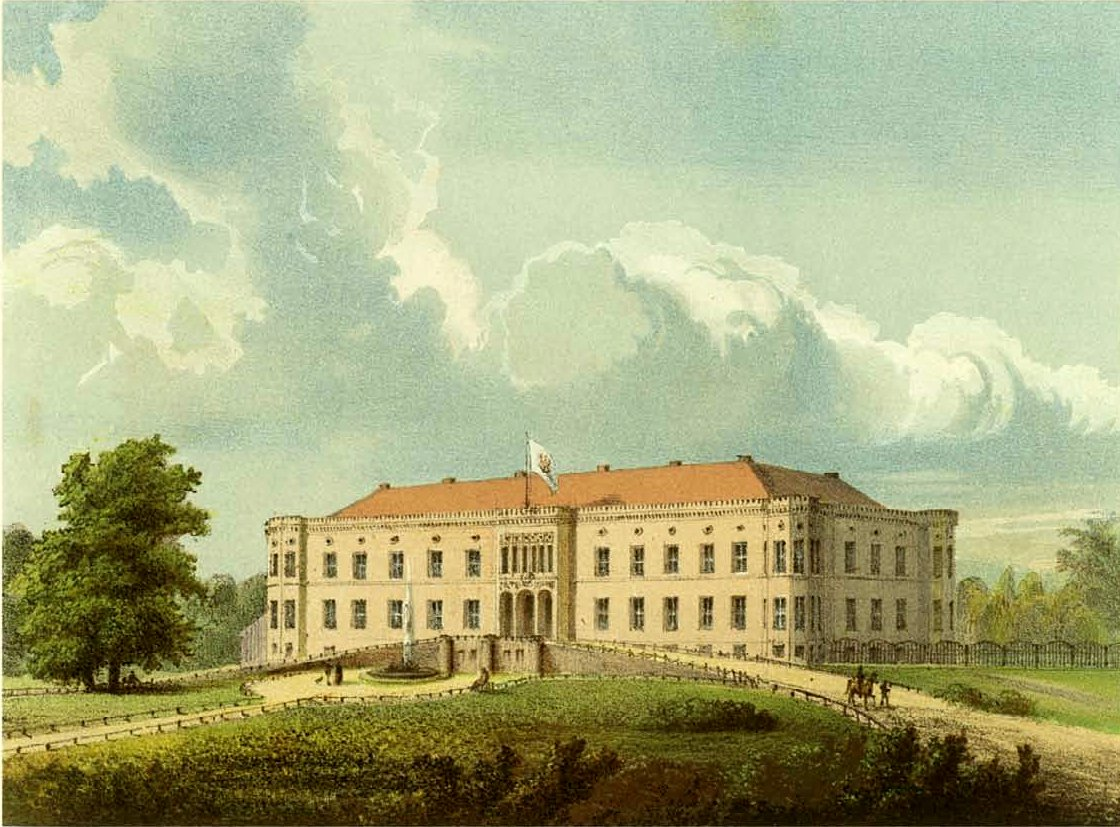
Zamek Vogelsang, Alexander Duncker

Enckevort (daw. Enckenvoirt, von Enkevort) – stary, baronowski i hrabiowski ród wywodzący się z Księstwa Brabancji w Niderlandach, który rozprzestrzenił się również w Austrii, Brandenburgii oraz na Pomorzu. Linia rodu brandenbursko-pomorska istnieje do dziś. 

## Historia
Po raz pierwszy o rodzie wspomniano na początku XIII wieku, w Księstwie Brabancji w Niderlandach. Kardynał Willem van Enckevoirt był zaufaną osobą papieża Hadriana VI. Wraz z jego śmiercią w 1534 wymiera również pokolenie rodu w linii męskiej, nazwisko przechodzi na jego siostrę, ksieni Elisabeth Michiels von Enckenvoirt.
Nowa, główna linia rodu została założona przez jej syna Gottfrieda I. Linia ta została rozgałęziona również poprzez jego syna Gottfrieda II w linię austriacką i brandenburską do końca XVII wieku. W Niderlandach linia ta istniała do końca XVII wieku. 
Adrian von Enkevort był dowódcą Ligi Katolickiej w służbie cesarskiej i bawarskiej podczas wojny trzydziestoletniej. Ożeniony był z córką austriackiego kanclerza Jana Baptysty Verdy. W 1651 został mianowany hrabią  cesarskim. Kanclerski pałac w Náměšť nad Oslavou w Czechach w roku 1688 przeszedł na własność rodziny Enckevort, podobnie jak dolnoaustriackie posiadłości w Bierbaum am Kleebühel, Gedersdorfie, Mollands, Neuaigen, Grafenwörth, Schönberg am Kamp i pałace Seebarn am Wagram,  Thürnthal, Walkersdorf, Grafenegg. 20 sierpnia 1738 wraz ze śmiercią tajnego radcy, hrabiego Adriana von Enckevort wymiera również gałąź rodzinna w linii męskiej. Hrabia ten rok przed śmiercią założył wieś Enkenfurt (ob. Bezděkov, dzielnica Velká Bíteš). Hrabia Anthonie Breuner jako spadkobierca przyjmuje nazwisko Breuner von Enkevoirt.
Główny skarbnik  Daniel Enckevort 16 lutego 1663 został przyjęty przez cesarza Leopolda I do cesarskiej szlachty, fakt ten potwierdził 18 stycznia 1665 książę Fryderyk Wilhelm. Przedstawiciele jego rodziny otrzymali takie wioski jak: Vogelsang, Warsin, Albrechtsdorf (ob. Karszno), Bellin, Christianenberg i Mönkeberg. Rodzina Enckevort posiadała te dobra aż do końca II wojny światowej, do 1945. Potomkowie szefa rządu Gustawa Henryka byli właścicielami majątku ziemskiego w Gartz (ob. Gardziec) i Rosenfelde (ob. Rosiny). Bernd Fryderyk von Enckefort we wiosce Vogelsang nakazał w 1711 r. zbudować na fundamencie dawnego zamku dwupiętrowy dworek. Dworek ten na początku XIX wieku dzięki Edwardowi Fryderykowi zastąpiony został reprezentacyjnym pałacem. Edward Fryderyk nakazał również na tym majątku stworzyć w roku 1828 miejsce pochówku dla rodziny.